# Partido de Saavedra
Partido de Saavedra är en kommun i Argentina.   Den ligger i provinsen Buenos Aires, i den centrala delen av landet, 500 km sydväst om huvudstaden Buenos Aires. Antalet invånare är 19 715.
Omgivningarna runt Partido de Saavedra är i huvudsak ett öppet busklandskap. Runt Partido de Saavedra är det mycket glesbefolkat, med 5 invånare per kvadratkilometer.